# 王謐
王謐（360年—408年2月5日），字稚遠，琅邪臨沂（今山東臨沂）人。東晉末年重要官員，東晉建威將軍王劭子，因四伯父王协無子而過繼過去作嗣子。王謐曾經在桓玄建立的桓楚朝廷中擔任司徒，而在桓玄篡位前和劉裕起兵擊敗桓玄並佔領建康後，王謐都曾領司徒。雖然曾經在桓玄朝中擔任高官，他亦自疑，不過最終仍在高位去世，名聲不損。

## 生平
王謐年輕有美譽，與桓胤及王綏齊名，曾幫劉裕還過賭債。初拜秘書郎，承襲王協爵位武岡侯，後歷任秘書丞、中軍長史、黃門郎、侍中等職。元興元年（402年），驃騎大將軍司馬元顯討伐荊州刺史桓玄，反被桓玄所敗，王謐奉詔見桓玄，桓玄親信禮待他。桓玄隨後消滅了司馬元顯與其父會稽王司馬道子的勢力，掌握朝權，以王謐為建威將軍、吳國內史，但未至郡又改以為中書令、領軍將軍、吏部尚書。元興二年（403年）遷中書監，加散騎常侍，領司徒。同年桓玄篡位，以王謐兼太保，奉璽綬代表晉安帝禪讓帝位給桓玄。桓玄即位為帝後，封王謐為「武昌縣開國公」，並加班劍二十人作禮遇。
元興三年（404年），劉裕等人起義兵討伐桓玄，桓玄兵敗撤離建康，劉裕遂入建康，置留臺百官。王謐與眾官推劉裕為揚州刺史，劉裕辭讓，並以王謐為侍中、領司徒、揚州刺史、錄尚書事；而王謐就推劉裕為使持節、都督八州諸軍事、徐州刺史。
不過，王謐自以自己受桓玄所寵信，參與了桓玄篡位的行動，並在桓楚擔任了司徒，故此自感十分不安。而劉毅亦常責問王謐「璽綬何在」，正謂當日王謐奉璽綬禪讓帝位予桓玄的事，更令其恐懼。不久，王愉和王綏因自疑而圖謀攻襲劉裕，因陰謀泄露而被劉裕誅殺，王謐堂弟王諶當時就勸說王謐到吳國起兵，對他說：「王綏無罪，而義軍誅殺他，是在除去時望。堂兄你早有名譽，加上地位如此高，能不危險嗎？」王謐因而恐懼出奔。劉裕不久以武陵王司馬遵承制總百官事，並上請司馬遵派人追還王謐。王謐回去後仍以本官受任，並加班劍二十人。
義熙三年十二月戊子日（408年2月5日），王謐去世，享年四十八歲。朝廷追贈侍中、司徒，賜諡號為文恭。

## 子女
- 王瓘，王謐子。
- 王球，王謐子，字倩玉，在晉官至豫章公世子中軍功曹。在南朝宋歷任高位，官至尚書僕射、領廬陵王師。
- 王琇，王謐子。
- 王氏，王謐女，嫁殷景仁[7]

## 延伸阅读
[在维基数据编辑]
 《晉書·卷065》，出自房玄齡《晉書》